# Ноктис Люцис Кэлум
Но́ктис Лю́цис Кэ́лум (яп. ノクティス・ルシス・チェラム Нокутису Рушису Чераму, англ. Noctis Lucis Caelum) или просто Нокт (яп. ノクト Нокуто, англ. Noct) — персонаж франшизы Final Fantasy и протагонист компьютерной ролевой игры Final Fantasy XV, разработанных компанией Square Enix. Является наследным принцем и защитником королевства Люцис. Он отправляется в путешествие вместе со своими друзьями и телохранителями, чтобы вернуть похищенную империей Нифльхейм реликвию Люциса, стать Истинным королём из легенд и спасти мир от тьмы. Также Ноктис фигурировал в нескольких медиа по мотивам игры, других проектах Final Fantasy и сторонних играх, таких как Puzzle & Dragons и Tekken 7.
Ноктиса придумал руководитель Final Fantasy XV Тэцуя Номура, а дизайнер Юсукэ Наора доработал его образ. Номура задумывал Ноктиса как более реалистичного персонажа, чем протагонисты предыдущих частей серии. Ведущий дизайнер японского бренда Roen Хирому Такахара разработал асимметричный костюм героя в стилистике своего дома моды и атмосфере игры. До создания его итогового дизайна Ноктис носил другой костюм, который был показан в ранних трейлерах проекта.
Ноктис получил преимущественно положительные отзывы от критиков и фанатов серии. Игровые журналисты хвалили его арку персонажа и сравнивали с другими асоциальными героями Final Fantasy. В то же время обозреватели восприняли неоднозначно его появления в различных медиа по мотивам Final Fantasy XV и других играх.

## Создание
Дизайн и образ Ноктиса придумал Тэцуя Номура, руководитель Final Fantasy XV, которая изначально называлась Final Fantasy Versus XIII и задумывалась как спин-офф к Final Fantasy XIII в рамках подсерии Fabula Nova Crystallis. Номура не хотел, чтобы Ноктис выглядел крутым, как протагонисты предыдущих проектов; он хотел показать его как человека с мрачной историей, из-за чего у разработчиков возникли определённые трудности при планировании сюжета игры. В переводе с латыни полное имя героя означает «Свет ночного неба», а сокращённый вариант Нокт — «Ночь». Ещё при создании героини FFXIII Лайтнинг Номура хотел отойти от традиции называть протагонистов проектов серии Final Fantasy в честь погодных или небесных явлений, однако и Ноктис не стал исключением. Ко всему прочему, его имя отсылает к главному герою франшизы Kingdom Hearts Соре, чьё имя также означает «небо» в переводе с английского.
Дизайн костюма персонажа разработал главный дизайнер японского дома моды Roen Хирому Такахара. Он создавал его в «угольно-чёрных» тонах, которые вписывались в атмосферу игры. По задумке Такахары, костюм получился асимметричным, что было свойственно для одежды бренда Roen, а также создавался таким образом, чтобы его носитель производил впечатление посетителя элитного паба. Сотрудники Roen сшили настоящий комплект, благодаря чему у разработчиков игры появилась возможность ознакомиться с ним; кроме того, графические художники регулярно расспрашивали Номуру, из каких материалов была изготовлена одежда его персонажей. Центральная роль в сюжете отведена артефакту, которое в процессе разработки получило название Кольцо Люциев (яп. 光耀の指輪 Кьёё но Юбива), в переводе с японского языка буквально означает «Кольцо сияющего света»; Ноктис носит его на правой руке, а на левой надета перчатка, что обусловлено «дизайнерскими соображениями». На момент анонса Versus XIII Ноктис изображался в другом костюме в различным рекламных материалов, до тех пор, пока не был завершён дизайн его основного наряда. Дизайн делового костюма, который герой носил в первоначальном вступлении игры также разработал Такахара. Все наработки сотрудников Roen, включая костюм Ноктиса, были сохранены, когда Versus XIII была переименована в Final Fantasy XV, так как разработчики приняли решение сохранить образ протагониста.
По мере того, как в процессе разработки менялись название игры, платформы для выхода и руководители проекта, Номура тесно сотрудничал с другим руководителем Хадзимэ Табатой, чтобы в итоговом продукте образ Ноктиса не претерпел существенных изменений. Один из арт-директоров Юсукэ Наора контролировал изменения модели персонажа и следил за тем, чтобы персонаж выглядел реалистично, вплоть до сохранения родинок на лице. Разработчики стремились сохранить оригинальный дизайн из ранних рекламных материалов. После перехода на более современные технологии было необходимо скорректировать эффект теней волос и сохранить причёску без изменений — ухоженной спереди и взъерошенной на затылке. Для того, чтобы движения волос протагониста смотрелись более реалистично разработчики сотрудничали с профессиональным парикмахером, который подготовил парик для манекена, после чего создатели использовали движок Luminous Engine для рендеринга в реальном времени; впервые эта технология была продемонстрирована в 2012 году, в ролике под названием Agni’s Philosophy.
В отличие от протагонистов большинства японских ролевых игр Ноктис стареет по мере развития сюжета. Разработчики реализовали эту задумку в игре, несмотря на опасение негативной реакции фанатов серии; по словам Табаты, таким образом создатели стремились передать развитие партии на консолях нового поколения. При создании лица взрослого Ноктиса художники просматривали фотографии различных актёров и ветеранов войны, чтобы добавить мелкие детали и сделать мимику персонажа более зрелой. Также они стремились сделать Ноктиса более похожим на его отца Региса в рамках затронутых в игре отношениях между отцом и сыном. Образ взрослого Ноктиса разработал Наора, а художник Ёситака Амано добавил её к логотипу игры, который появляется на экране после завершения сюжетной кампании; просьба дополнить логотип исходила от сэйю принца Тацухисы Судзуки. По задумке создателей, обновлённый логотип символизирует начало нового пути и олицетворяет историю разработки.
После анонса Versus XIII Номура заявил, что разработчики сосредоточили усилия на создании оружия главного героя, которое впоследствии получило название Моторный клинок (яп. エンジンブレード Эндзин Бурэдо, англ. Engine Blade). В трейлере Ноктис изображался в своей «сверхсильной» форме, в то время как в черновом сценарии Номуры для Versus XIII протагонист был ослаблен и собирал оружие по мере развития сюжета. Изначально Ноктис был одним из четырёх игровых персонажей в Versus XIII, однако в Final Fantasy XV он в конечном итоге остался единственным. На начальных этапах разработки игры из всех жителей Эоса только Ноктис был в состоянии использовать магию; впоследствии разработчики переосмыслили игровой процесс, в результате чего спутник Ноктиса также приобрели эту способность. Из Versus XIII в XV перекочевала способность Ноктиса перемещаться по полю боя и его «Прорывом предела» — сильнейшая атака «Оруженосец», позволяющая принцу одновременно призвать несколько видов оружия. Также сохранилась задумка со сменой глаз — в некоторых сценах с использованием магии их цвет менялся с синего на красный.

### Образ
Номура не хотел, чтобы Ноктис напоминал по характеру протагонистов Final Fantasy VII и VIII Клауда Страйфа и Скволла Леонхарта, которых он описал как «молчаливых и угрюмых мальчишек». Руководитель стремился создать более реалистичного персонажа, которого ещё не было в серии Final Fantasy, однако подходил к этой задумке с осторожностью. В представлении Номуры у Ноктиса должен был быть «переизбыток идиосинкразии», а сам протагонист совершал спорные поступки и являлся антигероем, что соответствовало тематике игры. Под хладнокровием принц скрывал свою застенчивость, о чём знали только его близкие друзья. Ключевой сценой в Versus XIII, в которой раскрывалась настоящая личность Ноктиса, было знакомство с оригинальной главной героиней игры Стеллой Нокс Флёре. Табата хотел, чтобы фанаты прониклись персонажем и воспринимали события сюжетной кампании с точки зрения принца. Кавер-версия песни Бена Кинга «Stand by Me» в исполнении участников группы Florence and the Machine олицетворяла благодарность Ноктиса, которую тот не может выразить словами.
Так как в игре Ноктис редко взаимодействует со своим отцом Регисом, их связь олицетворяет «Регалия» — машина, на которой принц путешествует по Эосу. Табата черпал вдохновение из своих детских воспоминаний о поездках с отцом. По словам руководителя FFXV, хладнокровие и замкнутость Ноктиса проистекают из его одиночества в детские годы и страха потерять близких. Его слова и действия продиктованы страхом разочаровать окружающих, который побуждает его много работать, чтобы оправдать ожидания людей и сделать их счастливее. По словам Табаты, в личностном плане Ноктис слабее своей невесты Лунафрейи. Ключевой частью повествования является становление принца Ноктиса королём. Сценарист Саори Итамуро заявил, что в этот момент Ноктис одновременно испытывает страх и принятие. По словам разработчиков, у Ноктиса и Ардина была необычная для франшизы конфронтация, так как изначально они находятся в дружеских отношениях, однако впоследствии их ненависть друг к другу возрастает.

### Озвучивание
Тацухиса Судзуки озвучил Ноктиса во всех медиа с его участием, за исключением флэшбеков в FFXV, где «голосом» юного принца был Миюки Сато. Судзуки получил эту роль ещё в 2009 году, за семь лет до релиза игры, когда проект ещё назывался Versus XIII. По словам сэйю, изначально персонаж был более замкнутым, разговаривал в грубоватой манере и не проявлял особой симпатии к тем, кто находился за пределами его ближайшего окружения. Когда проект был переименован в Final Fantasy XV, Судзуки и разработчики переосмыслили личность принца, в результате чего тот стал более общительным и эмоциональным. Сэйю записывал свои реплики совместно с актёрами озвучивания других персонажей. Во время работы над личностью протагониста Судзуки вдохновлялся сценическими выступлениями бывшего солиста гранж-группы Nirvana Курта Кобейна. Несмотря на то, что сэйю параллельно работал над другими проектами, он постоянно держал Ноктиса в уме, чтобы без труда изображать его на сессиях звукозаписи. По словам Судзуки, в FFV использовались некоторые записанные им реплики для Versus XIII. На записи «Братства» Судзуки тесно общался с другими ведущими актёрами проекта, в результате чего они быстро достигли взаимопонимания.
В английской локализации Рэй Чейз озвучил взрослого Ноктиса, а Хайрум Хансен — принца в детстве. Чейз получил установку создать свою интерпретацию, которая понравится западным игрокам, вместо того, чтобы подражать игре Судзуки, в результате чего английская версия протагониста отличалась от японской. Директора по локализации Дэн Иноуэ и Кейт Фарли просили Чейза перезаписать его реплики, когда им не нравился полученный результат. Ноктис стал первой крупной ролью актёра в игровой индустрии, из-за чего тот поначалу был шокирован, когда узнал, какого персонажа ему предстоит озвучить. Локализаторы отказались от проведения групповых сессий записи, так как требовалось слишком много времени для синхронизации реплик актёров английского дубляжа с движением губ персонажей, которые говорили на японском языке; по этой причине, единственной записанной сценой с участием нескольких актёров была кат-сцена начала путешествия Ноктиса. Несмотря на самодостаточность англоязычной интерпретации персонажа, Иноуэ вдохновлялся игрой Судзуки. Директор по локализации не хотел, чтобы главный герой воспринимался как стереотипный «эмо». Для того, чтобы диалоги между членами игровой партии звучали более естественно, представители Square Enix разработали подробную схему их взаимоотношений с различными лингвистическими методами.
Английская озвучка была добавлена в демоверсию FFXV, получившую название Episode Duscae. Табата не был доволен западной интерпретацией, а после выхода демо его мнение разделили многие игроки. По словам руководителя проекта, с голосом Чейза Ноктис воспринимался более старым человеком, вплоть до того, что он сравнил протагониста с Бэтменом в негативном ключе. Актёр переозвучил принца, чтобы подчеркнуть молодость и обаяние персонажа, а также отразить его скуку в некоторых эпизодах. После получения негативных отзывов о Episode Duscae создатели FFXV рассматривали возможность заменить актёра, однако Чейз и локализаторы в конечном итоге подобрали более подходящий голос для Ноктиса. Табата прослушал несколько вариантов звучания Чейза и выбрал более подходящий. Актёр назвал сцену после титров, в которой Ноктис прощается со своими друзьями — самым эмоциональным моментом на записи и заявил, что для него она также символизировала прощание с командой локализации. Локализаторы переозвучили сцену с восхождением Ноктиса на трон в финале игры, в которой король должен был звучать более решительно.

## Появления

### Final Fantasy XV
Ноктис Люцис Кэлум — единственный сын и наследник короля Региса Люциса Кэлума CXIII из государства Люцис. Представители его династии охраняют Кристалл, артефакт, связанный с Астралами — богоподобными защитниками мира Эос. Когда Ноктису было пять лет Кристалл выбрал его в качестве «Истинного короля» из легенд, которому предначертано очистить Эос от Звёздной скверны, чумы, что наслала вечную тьму на Эос и обратила живых существ в чудовищных демонов. В возрасти восьми лет на Ноктиса напал один из демонов, после чего король отправил наследного принца на лечение в страну Тенебра, где тот познакомился с принцессой Лунафрейей Нокс Флёре. Ноктис и Регис покинули Тенебру, когда её атаковали войска Империи Нифльхейм, после чего они также осадили Люцис. Регис согласился на перемирие и заключил договор, согласно которому Ноктис должен был жениться на Лунафрейе. Для этого король отправляет наследного принца в Альтиссию, где должна состояться королевская свадьба. После ухода Ноктиса солдаты Нифльхейма нападают на столицу Люциса Инсомнию, похищают Кристалл и убивают Региса. Вместе со своими спутниками и преданными телохранителями Гладиолусом Амицитией, Промпто Аргентумом и Игнисом Шиенцией Ноктис отправляется на поиски Кристалла, чтобы с его помощью одержать победу над Нифльхеймом.
Для достижения своей цели Ноктис собирает из гробниц по всему Люцису принадлежавшее древним монархам Королевское оружие и получает благословения Астралов. Лунафрейя помогает своему возлюбленному на расстоянии, в то время как её служанка Джентьяна и канцлер Нифльхейма Ардин Изуния делают это при личной встрече. Впоследствии выясняется полное имя канцлера — Ардин Люцис Кэлум, являющегося бессмертным старшим братом предка Ноктиса Сомнуса, который был осквернён Звёздной скверной и вознамерился уничтожить как Кристалл, так и род Сомнуса. Хотя Ноктису удаётся получить благословения Астралов Титана и Раму, Ардин наносит Лунафрейе смертельное ранение и саботирует ритуал призыва Левиафан. Перед смертью Луна помогает принцу усмирить разъярённую богиню и передаёт ему Кольцо Люциев, артефакт, с помощью которого тот может получить доступ к магии Кристалла. После кончины своей невесты убитый горем Ноктис отправляется в столицу Нифльхейма Гралею, в то время как канцлер продолжает истязать его.
По прибытии в Гралею принц обнаруживает, что жители города превратились в демонов. Затем он находит Кристалл и попадает внутрь артефакта, где узнаёт от одного из Астралов Багамута о ритуале Провидения, в ходе которого он должен пожертвовать собой, чтобы использовать объединённую силу Кристалла и Астралов для уничтожения Звёздной скверны. Десять лет спустя Ноктис возвращается в Эос и воссоединяется со своими друзьями. Вчетвером они отправляются в Инсомнию, где побеждают Астрала Ифрита и порабощённых Люциев, прежде чем встретиться с Ардином. Победив Ардина в реальном мире, Ноктис жертвует собой, чтобы исполнить роль Истинного короля, уничтожая с помощью Люциев дух Ардина в загробном мире, после чего обретает покой и воссоединяется с Лунафрейей.

### Медиа по мотивамFinal Fantasy XV
Ноктис — один из главных персонажей аниме «Последняя фантазия XV: Братство», в котором раскрываются подробности прошлого принца и его телохранителей. В первом и заключительном эпизодах Ноктис узнаёт о падении Люциса и сталкивается с демоном, который чуть не убил его в юности
. Эти эпизоды также перекликаются с бесплатной технической демоверсией Platinum Demo: Final Fantasy XV, освещающей путешествие Ноктиса по миру снов после атаки демона. В игре Final Fantasy XV: Pocket Edition протагонистом выступает тиби-версия принца. Юный Ноктис в инвалидной коляске эпизодически фигурирует в компьютерном анимационном фильме 2016 года «Кингсглейв», а его взрослая версия появляется в сцене после титров. Также он присутствует в манге, основанной на вымышленном мире Final Fantasy XV. В мобильной игре A King’s Tale, события которой разворачиваются за тридцать лет до начала повествования FFXV, Регис рассказывает Ноктису о свои подвигах в формате сказки.
Ноктис должен был стать основным персонажем так и не вышедшего загружаемого контента Episode Noctis: The Final Strike, финального эпизода запланированной тетралогии под названием Dawn of the Future; все они были отменены за исключением первой части под названием Episode Ardyn. Ноктис является второстепенным героем DLC Episode Ignis, в котором главный герой защищает его от опасности и может создать альтернативную концовку: в ней принц выживает и становится королём после того, как Игнис побеждает Ардина. Ноктис винит себя в том, что Ардин обманом заставил его напасть на Промпто в Episode Prompto, и эпизодически фигурирует в Episode Gladios.
Отменённый загружаемый контент послужил основой для романа «Последняя фантазия XV: Рассвет будущего», события которого начинаются по окончании альтернативной концовки Episode Ardyn. По сюжету, Ноктис проникает в Кристалл и узнаёт правду о прошлом Ардина и роли Лунафрейи. Снаружи Ардин отрекается от своего плана, а Багамут воскрешает Лунафрейю, чтобы собрать энергию для атаки, которая уничтожит всю жизнь на Эосе. Ноктис вступает в конфронтацию с Багамутом, а Ардин завершает ритуал Провидения вместо него и уничтожает духовную форму Астрала, а Ноктис — физическую, после чего он спасает Лунафрейю. После исчезновения Звёздной скверны и магии из Эоса, жизнь возвращается в прежнее русло, а Ноктис женится на Лунафрейе.

### Другие появления
Ноктис является гостевым персонажем в игре Itadaki Street: Dragon Quest and Final Fantasy 30th Anniversary и одним из героев спин-оффа Final Fantasy Brave Exvius и файтинга-кроссовера Dissidia Final Fantasy NT; в последнем случае его появление было отложено до релиза Final Fantasy XV. В NT оригинальный костюм Ноктиса, созданный Номурой для первых трейлеров Versus XIII, доступен в качестве загружаемого контента. В Nier: Automata его Моторным клинком владеет 2B, а в Final Fantasy XIV доступен скин принца.
За пределами игр Square Enix Ноктис появляется в файтинге Bandai Namco Tekken 7 в качестве одного из игровых персонажей и друга Ларса Александерссона.Продюсер серии Tekken Кацухиро Харада заявил, что он решил добавить героя в игру, чтобы возродить традицию появления гостевых персонажей из периода игр для PlayStation. Харада хотел удивить фанатов, включив персонажа ролевой игры в файтинг; для этого он запросил разрешение у Табаты. Разработчики намеревались воссоздать приёмы принца из Final Fantasy XV и сделали его доступным для новых пользователей. Помимо классического костюма Ноктиса, в игру был добавлен оригинальный костюм с капюшоном, разработанный сотрудниками Namco, в то время как представители Square Enix разработали дополнительные дизайны. Также Ноктис фигурировал в Puzzle & Dragons. Автор манги Pop Team Epic Бкуб Окава изобразил в одном из выпусков комедийно утрированные образы Ноктиса и Игниса.

## Восприятие
Ноктис получил преимущественно положительные отзывы от критиков и фанатов серии. После анонса Final Fantasy XV рецензенты различных изданий называли его «шаблонным дерзким анимешным мальчишкой» и сравнивали с героем-бунтарём Скволлом Леонхартом из Final Fantasy VIII и другими «хладнокровными» персонажами. Некоторые игроки сочли Ноктиса приятным персонажем из-за его взаимодействия с друзьями и экспрессивной личности. Обозреватель Eurogamer сравнил его с протагонистом Final Fantasy X, Тидусом, так как оба молодых человека вызывали симпатию по мере развития сюжета. Некоторым критикам понравилось, как развивалась дружба Ноктиса и его спутников в «Братстве». В своём раннем обзоре демоверсии Episode Duscae Алекса Рэй Корриа из GameSpot рассматривала взаимодействие четырёх ключевых героев как хороший пример платонической любви между мужчинами.
После выхода Final Fantasy XV критики пересмотрели своё мнение о персонаже в лучшую сторону. Рецензент Escapist Magazine назвал Ноктис одним из самых сложных персонажей франшизы, так как на его плечи возложены обязанности короля. Эндрю Райнер из Game Informer описал протагониста как «великого лидера» и «интересного противоречивого персонажа, разрывающегося между своим долгом перед королевством и жаждой иной жизни». Хотя Молли Л. Паттерсон из EGMNOW указала на отсутствие мотивации у персонажа, она похвалила его арку персонажа и дизайн взрослой версии. Обозреватель Anime News Network Дастин Бейли положительно оценил взаимоотношения Ноктиса и его друзей и заявил, что «задумчивое молчание Ноктиса» делает некоторые сцены реалистичными. Крис Картер из Destructoid сравнил Ноктиса и его спутников с персонажами Final Fantasy VI, одной из самых высоко оценённых игр франшизы, однако счёл протагониста чересчур сильным.
Различные рецензенты сетовали на не проработанные отношения между Ноктисом и Лунафрейей; по их мнению, у влюблённых из предыдущих частей серии было больше совместного экранного времени. По мнению Сальваторе Пейна из Paste Magazine, реакция Ноктиса на его неспособность спасти Луну была одним из самых эмоциональных моментов игры, так как его горе выражалось не только в слезах, но и в молчании, в результате чего его состояние выглядел реалистично, а у игрока укрепилась эмоциональная связь с ним. Также критики положительно оценили концовку игры: рецензенту Kotaku понравилась мрачная атмосфера, разворачивающаяся во время битвы взрослого Ноктиса и Ардина, а обозреватель VG247 сравнил её с конфронтацией Клауда Страйфа и Сефирота из Final Fantasy VII. Критики хвалили подробное раскрытие отношений Ноктиса и Луны в «Рассвете будущего», которого, по их мнению, не было в оригинальной игре. По словам Джейкоба Халла из Push Square, личность Ноктиса и его отношения с Регисом хорошо раскрываются в A King’s Tale, чему не было уделено внимания в других медиа.
Добавление Ноктиса в Tekken 7 в рамках загружаемого контента вызвало множество реакций. Обозреватель Rock, Paper, Shotgun посчитал его подходящим персонажем для этого файтинга, отметив его навыки и связь с Ларсом. Рецензент Kotaku отметил, что фанаты игры с восторгом встретили новость о появлении принца, однако были и те, кто не разделил решение Bandai Namco, например поклонники серии Like a Dragon, которые хотели видеть в качестве гостевого персонажа Кадзуму Кирю. Обозревателя Den of Geek заинтересовал боевой стиль Ноктиса, в котором рукопашный бой сочетался с магическими атаками. Рецензент Destructoid обрадовался появлению принца в Dissidia NT.
С изображением Ноктиса продавались различные товары, такие как фигурка от Play Arts Kai и аромат. После выхода игры в сети появился мем, в котором Ноктис и его друзья рассматривают электронно отредактированные изображения в «Регалии»; продюсер Square Enix Синдзи Хасимото похвалил эту задумку и призвал фанатов создавать больше мемов, чтобы повысить интерес к Final Fantasy XV. Обозреватель The Gamer назвал Ноктиса одним из самых сильных персонажей серии из-за количества приёмов, которые тот выучил во время игры. По результатам опроса NHK 2020 года Ноктис занял 14-е место среди лучших персонажей Final Fantasy. В 2016 году художник Battleborn Скотт Кестер отдал дань уважения FFXV, создав произведение искусства с изображениями Ноктиса и Фиби из Batteborn.
Опрошенные в 2017 году читатели Famitsu назвали Ноктиса самым желанным персонажем Final Fantasy, которых они хотели бы увидеть в другой франшизе Square Enix — Kingdom Hearts. В игре Kingdom Hearts III и её дополнении Re: Mind появляется новый персонаж по имени Ёдзора, которого рецензенты сочли похожим на Ноктиса из ранних трейлеров Final Fantasy Versus XIII. Хотя Номура признал, что эти герои разделяют определённые сходства, они никак не связаны друг с другом.